# Twilight Theater
Twilight Theater es el cuarto álbum de estudio de la banda de rock alternativo originaria de Finlandia, Poets of the Fall. El álbum fue lanzado en Finlandia el 17 de marzo de 2010.
El primer sencillo del álbum, titulado 'Dreaming Wide Awake' fue lanzado el 3 de febrero de 2010 y ya está disponible en la tienda de iTunes. El 9 de febrero de 2010, fue lanzado el video musical para el sencillo 'Dreaming Wide Awake', dirigido por Oskari Sipola.
En la portada podemos apreciar a Marko Saaresto, disfrazado de un bufón, sonriendo de una manera maligna, y un boleto que está delante de un telón rojo, en el boleto se pueden apreciar los números 17, 3, 2010 (estos tres representan la fecha de lanzamiento del álbum) y 81131182091, este último siendo un "código secreto", representando, cada número, una letra del abecedario, es decir: 8 - H, 1 - A, 13 - M, 1 - A, 18 - R, 20 - T, 9 - I, 1 - A, formando la palabra "Hamartia", que es el estilo de poesía que usaron para escribir por lo menos la mayor parte del álbum.

## Lista de canciones
| N.º | Título                | Duración |  |
| 1.  | «Dreaming Wide Awake» | 4:22     |  |
| 2.  | «War»                 | 5:06     |  |
| 3.  | «Change»              | 4:46     |  |
| 4.  | «15 Min Flame»        | 5:00     |  |
| 5.  | «Given and Denied»    | 4:17     |  |
| 6.  | «Rewind»              | 4:22     |  |
| 7.  | «Dying to Live»       | 3:46     |  |
| 8.  | «You're Still Here»   | 3:27     |  |
| 9.  | «Smoke and Mirrors»   | 5:17     |  |
| 10. | «Heal My Wounds»      | 5:56     |  |